# Dolina kraljic
Dolina kraljic (arabsko وادي الملكات, Wādī al Malekāt) je kraj v Egiptu, kjer so bile pokopane žene faraonov od Osemnajste do Dvajsete dinastije. Kraj se je takrat imenoval Ta-Set-Neferu, kar pomeni "kraj lepote". Faraoni so se pokopavali v Dolini kraljev.
Po opisu Christiana Leblanca Dolino kraljic sestavljajo glavni vadi z večino grobnic, Dolina princa Amhoza, Dolina vrvi, Dolina treh jam in Dolina dolmena. V glavnem vadiju je 91 grobnic, v stranskih dolinah pa še 19 grobnic. Vsi pokopi so iz obdobja Osemnajste dinastije.
Razlog za izbiro Doline kraljic za grobišče ni znan. Na izbiro sta morda vplivala neposredna bližina delavske vasi Deir el-Medina in Doline kraljev. Drugi razlog bi lahko bil obstoj svete jame na vhodu v dolino, posvečene boginji Hator. Jama je bila morda povezana s pomlajevanjem mrtvih.
Dolina kraljic je skupaj z Dolino kraljev in bližnjimi Tebami od leta 1979 vpisana na Unescov seznam svetovne dediščine.

## Osemnajsta dinastija
Ena od prvih grobnic, zgrajenih v Dolini kraljic, je grobnica princese Ahmoze, hčerke Sekenenre Taa in kraljice Sitdjehuti. Grobnica je verjetno iz vladavine Tutmoza I. V grobnicah iz tega obdobja je tudi več pripadnikov plemstva, vključno s konjušnikom in vezirjem.
Grobnice v  Dolini treh jam so večinoma iz obdobja Tutmozidov. Označene so s črkami A - L. V tej dolini so tudi tri jaškaste grobnice, po katerih je dolina dobila ime. Grobnice so označene s QV 89, QV 90 in QV 91.
V Dolini dolmena je starodavna pot, ki so jo uporabljali delavci iz Deir el-Medine za pot v Dolino kraljic. Ob poti je majhen, v skalo vklesan tempelj, posvečen Ptahu in Meretseger.
Grobnice iz tega obdobja so na splošno preproste oblike, sestavljene iz komore in jaška za pokop. Nekatere so bile kasneje razširjene, da bi omogočile več kot en pokop. Med njimi so tudi grobnice več princev in princes in nekaj plemičev.
V Dolini kraljic se nahaja grobnica princes iz časa Amenhotepa III. Njena lokacija trenutno ni znana, najdbe iz grobnice pa so v različnih muzejih. Med najdbami so delci pokopne opreme več članov kraljeve družine, vključno s fragmentom kanopskega vrča kraljeve žene Henut. Domneva se, da je živela v srednjem obdobju Osemnajste dinastije. Njeno ime je zapisano v kartuši. Najdeni so bili tudi fragmenti kanopskega vrča, na katerem je omenjen princ Menkheperre, sin Tutmoza III. in Meritre Hačepsut. Kraljeva velika žena Nebetnehat iz sredine Osemnajste dinastije je dokazana z njenim imenom, zapisanim v kartuši na delcih baldahina. Najdeni so bili tudi odlomki kanopskega vrča z imenom kraljeve hčerke Ti iz sredine  Osemnajste dinastije.

## Devetnajsta dinastija
V Devetnajsti dinastiji je postala raba Doline kraljic bolj selektivna. Grobnice iz tega obdobja pripadajo izključno kraljevim ženam. Med njimi je veliko visoko rangiranih žena Ramzesa I., Setija I. in Ramzesa II. Ena od najbolj znanih grobnic, vklesanih v steno, je pripadala kraljici Nefertari (okoli 1300-1255 pr. n. št.). Večbarvni reliefi v njeni grobnici so nedotaknjeni. V dolini so se še naprej pokopavali tudi drugi člani kraljevih družin. Primer takšne prakse je  grobnica KV5, v kateri so pokopani sinovi Ramzesa II.
Grobnica kraljice Satre (QV 38) je bila verjetno prva, zgrajena v času Devetnajste dinastije. Gradnja se je začela verjetno v času vladavine Ramzesa I. in končala v času vladavine Setija I. Več grobnic je bilo pripravljenih brez misli na lastnika. Imena so dobile ob  pokopu kraljeve žene.

## Dvajseta dinastija
Na začetku Dvajsete dinastije se je v dolini še vedno pokopavalo. V tem času so bile zgrajene grobnice za žene Ramzesa III. in, v nasrotju s prejšnjimi običaji, več grobnic za  faraonove sinove. Gradnja grobnic se je nadaljevala vsaj do vladavine Ramzesa VI. Torinski papirus omenja, da je bilo med njegovo vladavino zgrajenih šestih grobnic. Njihovih lastnikov papirus ne omenja.
V času Dvajsete dinastije so se v Egiptu dokazano dogajali gospodarski pretresi. Zapisi kažejo, da so med vladavino Ramzesa III. gradbeni delavci stavkali in da se je proti koncu dinastije dogajalo ropanje grobnic.

## Tretje vmesno obdobje
Po koncu Dvajsete dinastije Dolina kraljic ni bila več kraljevo grobišče. Številne grobnice so se kljub temu  v veliki meri ponovno uporabile. Več grobnic je bilo razširjenih, da so lahko sprejele več pokopov. V nekaterih primerih je širjenje vključevalo kopanje pogrebnih jam v obstoječih grobnicah. O pokopih v  Dolini kraljic v ptolemajskem obdobju ni veliko znanega. V rimskem obdobju se je dolina ponovno obsežno uporabljala kot grobišče. V koptskem obdobju je bilo  v dolini nekaj puščavnikov. Grobnici QV60 (Nebettavi) in QV73 (Henuttavi) kažeta znake uporabe v koptskem obdobju. Stenski prizori so bili prekriti z ometom in okrašeni s krščanskimi simboli. Krščanska prisotnost je trajala do 7. stoletja n. št.

## Glavne grobnice
| Grobnica | Lastnik                       | Status             | Časovno obdobje       | Komentar                                                                                        |
| -------- | ----------------------------- | ------------------ | --------------------- | ----------------------------------------------------------------------------------------------- |
| QV8      | Hori in kraljeva hčerka       | princ / princesa   | Osemnajsta dinastija  |                                                                                                 |
| QV17     | Meritre in Vermeriot          | princesi           | Osemnajsta dinastija  |                                                                                                 |
| QV30     | Nebiri                        | kraljevi konjušnik | Osemnajsta dinastija  | obdobje Tutmoza III.                                                                            |
| QV31     | neznan                        | kraljica           | Devetnajsta dinastija | obdobje Setija I.                                                                               |
| QV33     | Tanedžemet                    | princesa-kraljica  | Devetnajsta dinastija | obdobje Setija I.                                                                               |
| QV34     | neznan                        | princesa-kraljica  | Devetnajsta dinastija | obdobje Setija I.                                                                               |
| QV36     | neznan                        | princesa-kraljica  | Devetnajsta dinastija | obdobje Setija I.                                                                               |
| QV38     | Sitre                         | kraljica           | Devetnajsta dinastija | žena Ramzesa I.                                                                                 |
| QV40     | neznan                        | princesa-kraljica  | Devetnajsta dinastija | obdobje Setija I.                                                                               |
| QV42     | Parehervenemef                | princ              | Dvajseta dinastija    | sin Ramzesa III.; v njej je bila verjetno pokopana tudi Ramzesova žena Minefer                  |
| QV43     | Set-her-hopsef (Ramzes VIII.) | princ              | Dvajseta dinastija    | sin Ramzesa III., vladal kot Ramzes VIII.; grobnica se ni uporabila                             |
| QV44     | Haemvaset                     | princ              | Dvajseta dinastija    | sin Ramzesa III., pokopan med vladanjem Ramzesa IV.                                             |
| QV46     | Imhotep                       | vezir              | Osemnajsta dinastija  | vezir Tutmoza I.                                                                                |
| QV47     | Ahmoz                         | princesa           | Sedemnajsta dinastija | hčerka Taa II. Hrabrega in Sitdžehuti                                                           |
| QV51     | Iset Ta-Hemdžert              | kraljica           | Dvajseta dinastija    | žena Ramzesa III., mati Ramzesa VI.                                                             |
| QV52     | Titi                          | princesa-kraljica  | Dvajseta dinastija    | žena Ramzesa III., hčerka Setnahte                                                              |
| QV53     | Ramzes Meriamen (Ramzes IV.)  | princ              | Dvajseta dinastija    | sin Ramzesa III., vladal kot Ramzes IV.; grobnica ni bila uporabljena, ker je bil pokopan v KV2 |
| QV55     | Amon-her-hepeshef             | princ              | Dvajseta dinastija    | sin Ramzesa III.                                                                                |
| QV58     | neznan                        | kraljica           | Devetnajsta dinastija | obdobje Ramzesa III.                                                                            |
| QV60     | Nebettavi                     | princesa-kraljica  | Devetnajsta dinastija | hčerka-žena Ramzesa II.                                                                         |
| QV66     | Nefertari                     | kraljica           | Devetnajsta dinastija | žena Ramzesa II.                                                                                |
| QV68     | Meritamun                     | princesa-kraljica  | Devetnajsta dinastija | hčerka-žena Ramzesa II.                                                                         |
| QV70     | Nehesi                        |                    | Osemnajsta dinastija  |                                                                                                 |
| QV71     | Bintanat                      | princesa-kraljica  | Devetnajsta dinastija | hčerka-žena Ramzesa II.                                                                         |
| QV72     | Neferhat / Baki               | princesa in princ  | Osemnajsta dinastija  |                                                                                                 |
| QV73     | Henuttvi                      | princesa-kraljica  | Devetnajsta dinastija | hčerka-žena Ramzesa II.                                                                         |
| QV74     | Tentopet                      | kraljica           | Dvajseta dinastija    | žena Ramzesa IV.; uzurpirala nerabljeno grobnico princese iz Devetnajste dinastije              |
| QV75     | Henutmire                     | princesa-kraljica  | Devetnajsta dinastija | hčerka-žena Ramzesa II. (ali morda sestra)                                                      |
| QV76     | Meritre                       | rincesa            | Osemnajsta dinastija  |                                                                                                 |
| QV80     | Tuja                          | kraljica           | Devetnajsta dinastija | žena Setija I. in mati Ramzesa II.                                                              |
| QV81     | Heka[...]                     |                    | Osemnajsta dinastija  | ime je samo delno ohranjeno                                                                     |
| QV82     | Minemhat in Amenhotep         | princa             | Osemnajsta dinastija  |                                                                                                 |
| QV88     | Ahmoz                         | princ              | Osemnajsta dinastija  | sin Nebesuja in Ian; mumija fetusa                                                              |

## Vir
- Sims, Lesley (2000). A Visitor's Guide to Ancient Egypt. Saffron Hill, London: Usborne Publishing. ISBN 0-7460-30673.